# V̈
V̈ (minuskule v̈) je speciální znak latinky. Nazývá se V s přehláskou. Používá se pouze v jazycích araki a mavea, které jsou používány na Vanuatu. Tyto jazyky jsou však extrémně ohrožené, dohromady je používá pouze 46 lidí, z čehož 8 lidí používá jazyk araki a 38 mavea, a jelikož se V̈ v žádném jiném jazyce nepoužívá, je považováno taktéž za ohrožené. V Unicode je majuskulní podoba sekvence <U+0056, U+0308> a minuskulní <U+0076, U+0308>.